# راوي (أدب)

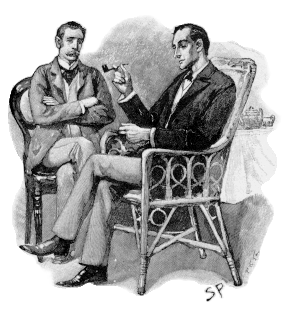
رسم توضيحي من سيدني باجيت لقصة آرثر كونان دويل القصيرة "المترجم اليوناني". في الصورة شرلوك هولمز (يمين) والدكتور واتسون (يسار). الدكتور واتسون شخصية في القصة ، وهو أيضًا الراوي الرئيسي.

## وظائف كلام الراوي
- السرد : وهو الرئيسي، حيث أن الراوي يحدد نشاطه في سرد قصة ، فهو يقول كيف تجري الأحداث في السرد.
- التحكم: يشير إلى قدرة الراوي على التأثير على خطابه الخاص من منظور السرد الميتا.
- التواصلية : تشمل الوظائف التي تشير مباشرة إلى المتلقي (القارئ)، وهي النداءية والإشارية، وتشير إلى أن الراوي يتصرف مثل المتحدث الذي يخاطب محاوراً يحاول التأثير عليه.
- الشهادة : من خلالها يشير الراوي إلى مصادر معلوماته، ومدى وضوح ذكرياته، وما إلى ذلك.
- عاطفية (مضمنة في السابقة).
- أيديولوجي (على الرغم من أن التعبير أو التقييم الأيديولوجي ليس حكراً على الراوي).

## أنواع الراوي حسب الشخصية السردية

### الشخص الأول أو ضمير المتكلم
في حالة الرواي بضمير المتكلم ( الرواي الداخلي أو البطل)د يكون الرواي شخصية داخل القصة(السرد الضمني): فهو يتصرف ويحكم ويكون أراء حول الأحداث و الشخصيات في القصة. في هذه الحالة، يمتلك الرواي معلومات ويقدمها بناء على رؤيته الخاصة للأحداث. مثال السرد الضمني:
هذا الرواي هو أكثر ما يختلف عن المؤلف نفسه: فهو شخصية في العمل، وعليه الالتزام بجميع قواعد الشخصية، حتى عند أداء واجبات الرواي ، فلكي يعرف شيئا ما، لا بد أن يختبره بحواسه، أو أن تخبره به شخصية أخرى، يمكنه مشاركة أفكاره و آرائه، ولكن ليس آراء الشخصيات الأخرى، إلا إذا كان يعرفها لسبب ما.
قد يكون الوراي الشخص الأول هو بطل القصة(مثل جاليفر في رحلات جاليفر)، أو شخصا قريبا منه جداً منه يعرف أفكاره و أفعاله(مثل الدكتور واتسون في قصص شرلوك هولمز)، أو بعض الشخصيات الهامشية التي لا علاقة لها بالأحداث التي يتم سردها.
- الرواى-البطل . يروي الرواى-البطل قصته بنفسه. هو الشخصية الرئيسية، وكل ما يحدث له ينكشف من خلاله، يتبنى الرواي بضمير المتكلم (أنا) وجهة نظر ذاتية تجعله يتماهي مع البطل، وتمنعه من تفسير أفكار و أفعال الشخصيات الأخرى في القصة تفسيرا كاملا و محايدا، يستخدم هذا النوع من الرواة في أنواع أدبية مثل اليوميات و السيرة الذاتية.
- الرواي الشاهد . الرواي الشاهد هو مشاهد للأحداث، شخصية تتولي دور الرواي. مع ذلك ،فهو ليس بطل القصة، بل شخصية مساندة. يروي القصة مشاركا أو متدخلا فيها من وجهة نظره، كشخص عاشها من الخارج، ولكنه جزء من عالم القصة. ومن أمثلة هذا الرواي قصص شرلوك هولمز.
- المونولوج الداخلي . يقدم المونولوج الداخلي تأملا يقارب أطروحة حول موضوع ما ( لا ينبغي الخلط بينه وبين تيار الوعي أو تدفقه). وهو أسلوب أدبي يحاول إعادة إنتاج آليات التفكير في النص ، مثل ترابط الأفكار ، تظهر أمثلة بارزة في عمل مارسيل بروست في مونولوج مادلين؛ ويعد تيار الوعي سمة مميزة لأعمال فرجينيا وولفو جيمس جويس

### الشخص الثاني
هذا هو النوع الأقل استخدامًا من أنواع السرد. يتميز بخصائص الراوي الداخلي لأنه عادةً ما يروي قصته الخاصة. يسعى هذا النوع من السرد إلى استقطاب القارئ، ولذلك يخاطبه باستمرار. ورغم استخدامه لصيغ المخاطب، مثل "أنت"، "أنتم"، "أنتم جميعًا"، إلخ، فإن الشخصية تُقسّم شخصيتها وتُخاطب نفسها كما لو كانت تُخاطب شخصًا آخر. وهذا هو الراوي الذي يروي عادةً أحداث حياته.
لا بد أنكِ تحبين خزانة ملابسكِ الجميلة في غرفة نومكِ، ببابها الواسع الذي يُفتح بسخاء، والرفوف الفارغة التي تنتظر ملابسي. الآن لديّها هناك. بداخلها. يبدو الأمر مستحيلاً؛ حتى سارة لن تُصدقه. (رسالة إلى شابة في باريس، خوليو كورتازار). 

### الشخص الثالث أو خارج السرد
الرواي بضمير الغائب، أو الراوي الخارجي، يكون (في أغلب الأحيان) خارج القصة، ولذلك يعرف أيضا بالرواة خارج السرد. في هذه الحالة، يخاطب الصوت السردي شخصية أو أكثر مباشرة.
ومع ذلك، يمكن التمييز بين ثلاثة أنواا من الرواة من منظور الشخص الثالث، اعتمادا على معرفتهم بالعالم الذي خلقه المؤلف.

## أنواع الرواة عبر التاريخ
الراوي العليم
الرواي العليم أو الموجه هو من يعرف قصة بتفاصيلها. يعرف كل شيء عن السرد. بإمكانه التأثير على القاريء، ولكن ليس دائما، يسعى الرواي إلى الموضوعية في أقواله أو أفكاره. من أهم سماته : كشفه عن أفعال الشخصيات و إخباره للقراء بأعمق الأفكار التي تخطر ببالهم، و أمزجتهم و مشاعرهم؛ امتلاكه موهبة الحضور، وسيطرته الى السرد بأكمله، ومعرفته بما سيحدث في المستقبل وما حدث في الملضي؛ واستخدامه لضمير الغائب للفرد أو الجمع

### الراوي الشاهد
الرواي الشاهد مدرج في السرد، ولكنه في هذه الحالة ليس جزءا منه؛ فهو يروي فقط ما يراه، كشاهد، دون أن يشارك مباشرة في الأحداث. يروي أفعال كمشاهد فقط.
هذه الشخصية تروي فقط ما تشهده وتراه. وبالتالي، فهو راو شاهد ، يروي لنا القصة بضمير الغائب (فهو ليس بطل الرواية)، ولكن من وجهة نظر محددة، لأنه شهدها بنفسه. ومع ذلك، فإن الراوي الشاهد ليس دائما مثل الذي نلتقي به في هذا العمل لإيكو؛ بل يمكن قريبا إلى حد ما من الحدث، يراه من بعيد، ويشهده من الداخل، ويتجسس عليه، إلخ.[بالطبع، إنها دائمًا شخصية تراقب المشهد وتخبرنا عنه، مع القليل من التمنيات إلى نفسه.
هناك أنواع عديدة من رواة شهود العيان، ولكل منهم خصائصه الفريدة. من أكثرها شيوعا : 
- الشاهد غير الشخصي : يحدده التصوير الفوتوغرافي و السينما، إذ يمنحنا نظرة الكاميرا. يكاد يكون الشاهد أغلب الاحيان في زمن المضارع، ويروي ببساطة ما يراه. ومن أمثلة هذا النوع من الرواة رواية " خلية النحل" كاميلو خوسيه ثيلا.
- شاهد عيان : يروي أحداثا وقعت منذ زمن بعيد وشهدها بنفسه. من أمثلة هذا النوع من الرواة الدكتور واتسون الشهير، مساعد المحقق شرلوك هولمز  أو انيغو باليو من رواية " مغامرات الكابتن الاتريست " لأوروبا بيريز- ريفرتي، الذي يستنكر مغامراتك مع الكابتن ألاتريست في صغره.
- المخبر: يروي القصة بنسخ الوقائع كمل لو كانت وثيقة رسمية أو سجلا تاريخيا، مقدما إياها على أنها أصلية تقرير برودي بقلم خورخي لويس بورخيس

### الراوي الرئيسي
يروي الراوي البطل قصته بضمير المتكلم، مركزا على نفسه دائما. فهو سيد الموقف، ينظم الحقائق ويعبر عن الآراء كما يراه مناسبا، ويمكن أن تكون أيضا سيرة ذاتية كتبها بنفسه.
الرواي البطل هو نوع من الرواة يتولى دورا رئيسيا في سرد القصة. في سرد القصص، يعد دور الرواي بالغ الأهمية، فهو الصوت المسؤول عن سرد القصه المعنية.  
يتماهى هذا الراوي مع الشخصية محددة، ولا يعرف إلا ما تعرفه الشخصية أو ما قيل لها. الكاتب شخص حقيقي ، يعيش أو عاش في زمن محدد، ولا يستطيع سرد ما حدث قبل حياته أو بعدها. ومع ذلك، لا يستطيع إلا سرد ما اختبره أو فهمه شخصيا حول موضوع معين ، لا أكثر ولا أقل.  يستخدم الرواي ضمير الغائب،  وهو أسلوب سردي يميل دائما إلى الموضوعية.  ومن الأمثلة الحديثة والمعرفة على هذا الأسلوب رواية " الجحيم والاسماك السيلكانية" للكاتب سيزار فوينتس رودريغيز  يروي تجاربهم بصفته الشخصية المرورية في القصة. فلكي يعرف شيئا ما، لا بد أن يختبره بحواسه، أو أن تخبره به شخصية أخرى، يستطيع أن يشارك أفكاره و آرائه، ولكن ليس آراء الشخصيات الأخرى، إلا إذا أخبروه هم بذلك . هذا الراوي هو أكثر ما يختلف عن المؤلف نفسه: فهو شخصية في العمل، وعليه بالضرورة أن يلتزم بجميع قواعد الشخصية، حتى عند أداء واجبات الراوي.

### الراوي المسكين
الراوي الناقص معرفته بالقصة أقل من معرفة البطل. فهو يدون فقط ما يرى ويسمع، دون أن يغوص في عقول أي من الشخصيات . لهذا السبب، يمكن أيضا تسمية هذا النوع من الرواة بالراوي الموضوعي، لأنه لا يضمن في سرده أي ذاتية.
وهذا الراوي هو مجرد شاهد على الاحداث التي تقع في القصة، وهو الأكثر استخداما في السرد الصحفي.

### نهج السرد المتعدد
يحدث النهج السردي المتعدد أو المنظور المتعدد عندما تشير شخصيتان أو اكثر إلى نفس الاحداث، ولكن من وجهات نظر مختلفة، ويفسرونها بطرق مختلفة، ويجمعون بين عدة أنواع من العلاقة التي تربط الراوي مباشرة بالقصة و الموارد الأدبية و التعبيرية.
الراوي المتغاير أو خارج السرد يروي القصة خارجيا، دون أي صلة بالأحداث الموصوفة. أما الراوي داخل السرد، الذي يقتصر دوره على السرد، فيمكن تميزه من خلال علامات داخل القصة، كما نجد الراوي المتجانس، الذي يروي الموزونة. أما الراوي داخل السرد، الذي يقتصر دوره على السرد، فيمكن تميزه من خلال علامات داخل القصة. كما نجد الراوي المتجانس، الذي يروي القصة من خلال مشاركته فيها. وضمن هذا النوع من الرواة، نجد تصنيفات فرعية مثل الراوي البطل (السرد الذاتي)، الذي يروي تجربته مباشرة؛ والراوي الشاهد (السرد الفوقي)، الذي ينتمي إلى عالم القصة ولكنه يرويها كشخص عاشها من خارجها .

### الراوي الموسوعي
هذا النهج هو نهج الراوي المحايد والموضوعي والمنصف بشكل خاص، الذي يصف مفهوما أو حقيقة أو شخصية أو سيرة ذاتية أو عملا بأسلوب موسوعي.